# تابستان گذشته در همپتونز
تابستان گذشته در همپتونز (به انگلیسی: Last Summer in the Hamptons) فیلمی محصول سال ۱۹۹۵ و به کارگردانی هنری جاگلوند است. در این فیلم بازیگرانی همچون ویکتوریا فویت، ویوسا لیندفورش، جان روبین بیتز، ملیسا لیو، مارتا پلیمپتن، آندره گرگوری، رادی مک‌داول، هالند تیلور، ران ریفکین، بروک اسمیت، راسکو لی براون، کریستوفر تابوری و دایان سالینجر ایفای نقش کرده‌اند.